# Joachim Ernst von Grumbkow

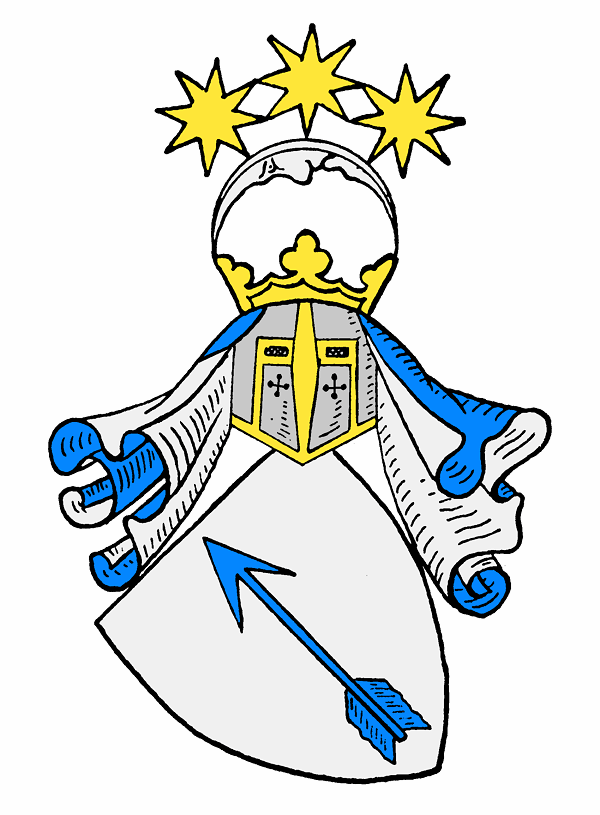
Les armoiries de la famille von Grumbkow

Joachim Ernst von Grumbkow, également : Grumbckow (né le 29 septembre 1637 à Jatzkow et mort le 26 septembre 1690 près de Wesel) est un ministre électoral brandebourgeois, un conseiller d'État secret et de guerre, un commissaire général de guerre et un maréchal en chef. Il est le fils du colonel brandebourgeois Christian Stephan von Grumbkow (de) et d'Anna Margaretha von Krockow.

## Biographie
Comme de nombreux généraux du grand électeur Frédéric-Guillaume et de Frédéric II le Grand, Grumbkow est issu de la noblesse de Poméranie. Il est seigneur et héritier de Grumbkow, Runow, Lupow, Zechlin, Vangerske en Poméranie ultérieure, Niederschönhausen, Blankenfelde et Pankow dans la Marche de Brandebourg ainsi qu'à Karow dans le duché de Magdebourg.
Grumbkow étudie le droit à Rostock à partir de 1654. Après une tournée cavalière en France et en Italie, il entre au service du Brandebourg sous le régiment Christian Albrecht von Dohna pendant la Seconde Guerre du Nord, peut-être avec son père, qui est alors commandant de la forteresse de Löcknitz (de). Plus tard, il est lieutenant, commandant d'une compagnie et représentant de Dohna, où il « dirige la maison et les gens de Custrin ». Le comte Dohna, dont le jeune Grumbkow aurait déjà été page, le recommande à la cour de Berlin.
En 1671, tout en conservant son grade militaire, il devient conseiller officiel de l'administration de la chambre électorale, avec la responsabilité à temps partiel de l'économie générale. En 1672, lors de la guerre contre la France, il se voit notamment confier des tâches d'approvisionnement et de construction de forteresses ainsi que des missions diplomatiques. En 1674, les compagnies des « Dragons du Hofstaat » de Grumbkow sont transformées en « Régiment de dragons du Corps » afin de servir de garde du corps de l'électeur sur le terrain. En 1675, Grumbkow devient employé du commissaire général de guerre par intérim, la même année conseiller de guerre et échanson en chef, 1677 colonel des sauveteurs, 1678 directeur du commissariat général de guerre, 1678 capitaine de château, 1679 commissaire général de guerre, 1684 véritable cabinet conseiller d'État, 1685 maréchal en chef.
En 1675, les dragons du corps de Grumbkow participent à la bataille de Fehrbellin. En 1684, il confie le régiment au comte Dietrich von Dohna (de), fils de son protecteur. Le régiment subsiste sous le nom de 1er régiment de cuirassiers du Corps « Grand Électeur » basé à Breslau et a plus tard des successeurs dans la tradition dans la Reichswehr et la Bundeswehr
En 1678, Grumbkow prend la direction de l'administration militaire du Brandebourg avec le Commissariat général à la guerre, qu'il transforme en la plus haute autorité fiscale et de police d'État de Brandebourg. Sous Grumbkow, le commissaire général à la guerre combine finalement les fonctions de ministre de la Guerre avec celles de ministre des Finances à son poste. Grumbkow est également responsable de la mise en œuvre de l'édit de Potsdam en 1685, qui réglemente l'admission et l'installation des huguenots expulsés de France dans le Brandebourg. Grumbkow est le premier directeur général de la colonie française de Berlin. À son initiative, la colonie « Französisch Buchholz » est établie à proximité de ses domaines, près de Berlin. La Grumbkowstrasse rappelle son travail réussi
Grumbkow est envoyé à Dresde par l'électeur pour mener d'importantes négociations à la cour de Dresde et lutter pour une alliance défensive avec la Saxe, que ce dernier exécute avec succès et qui doit avoir pour but une conférence sur l'état de l'Empire, les traités de Nimègue, les propositions impériales sur la sécurité de l'Empire et l'admission du prince-électeur Jean-Georges III dans l'association des princes-électeurs (cf. GStA PK I. HA GR, Rep. 411, no 27). L'électeur rend hommage aux talents de négociateur de Grumbkow et le nomme ministre d'État.
En automne 1688, sur ordre de l'électeur Frédéric III, il remet sept régiments à cheval et trois à pied comme troupes auxiliaires du prince Guillaume III d'Orange, qui monte quelques mois plus tard sur le trône d'Angleterre sous le nom de Guillaume III (Glorieuse Révolution).
En plus des propriétés héritées dans son pays natal de Poméranie, Grumbkow en a acquis de nombreuses autres dans les environs de la maison ancestrale familiale. Son fils Philipp Otto (de) fusionne plus tard l'ensemble du territoire dans la « Grande Seigneurie de Lupow ». Grumbkow achète également plusieurs propriétés dans le nord de Berlin et y lance une activité de construction dynamique. Au début de 1680, il acquiert le « Petit Palais » à Niederschönhausen des fils de la comtesse Sophie Theodore zu Dohna-Schlobitten. La construction du château de Schönhausen commence en 1689 sous la forme d'un complexe de trois étages et de trois ailes basé sur les plans de Johann Arnold Nering. Du « Petit Palais », il ne reste rien. À Berlin, Grumbkow vit au palais du Molkenmarkt (de) 1. Il n'est pas enterré à côté de sa fille dans la crypte de l'église du village de Blankenfelde (de), comme initialement prévu, mais dans l'église récemment rénovée de Runow en Poméranie.
D'autres militaires bien connus de la famille von Grumbkow sont les fils de Joachim Ernst, Friedrich Wilhelm von Grumbkow, Philipp Otto von Grumbkow (de) et Friedrich Ludwig von Grumbkow ainsi que Viktor von Grumbkow (de) - appelé Pacha Grumbkow.

## Famille
Sa première épouse est Lucia Dorothea von Wreech (de) de la branche de Büssow, le 25 février 1672. Elle meurt en 1673 immédiatement après avoir donné naissance à des jumeaux : Anna Louisa (1673-1686) Otto Christian (1673-1704). Il se marie le 8 janvier 1678 avec sa seconde épouse, Gertrud Sophie von Grote (de) de la branche de Breese-Stillhorn (1653-1693) au château de Berlin. Le couple a les enfants suivants :
- Friedrich Wilhelm (1678-1739) marié avec Sophie Charlotte de la Chevallerie (1681-1749)
- Philipp Otto (de) (1684-1752), marié avec :
  - Ernestine Lucie baronne von Danckelmann (de) (née le 24 mars 1692 et morte le 29 décembre 1719)
  - Henrietta Scholastica von Schlabrendorff

- Karl Ernst (mort en 1703)
- Friedrich Ludwig (de) (1683-1745), lieutenant général saxon ; commandant de la forteresse de Sonnenstein (de)

Après la mort de son mari, la veuve se marie avec le ministre et diplomate Franz von Meinders (de).